# Carsten Rentzing

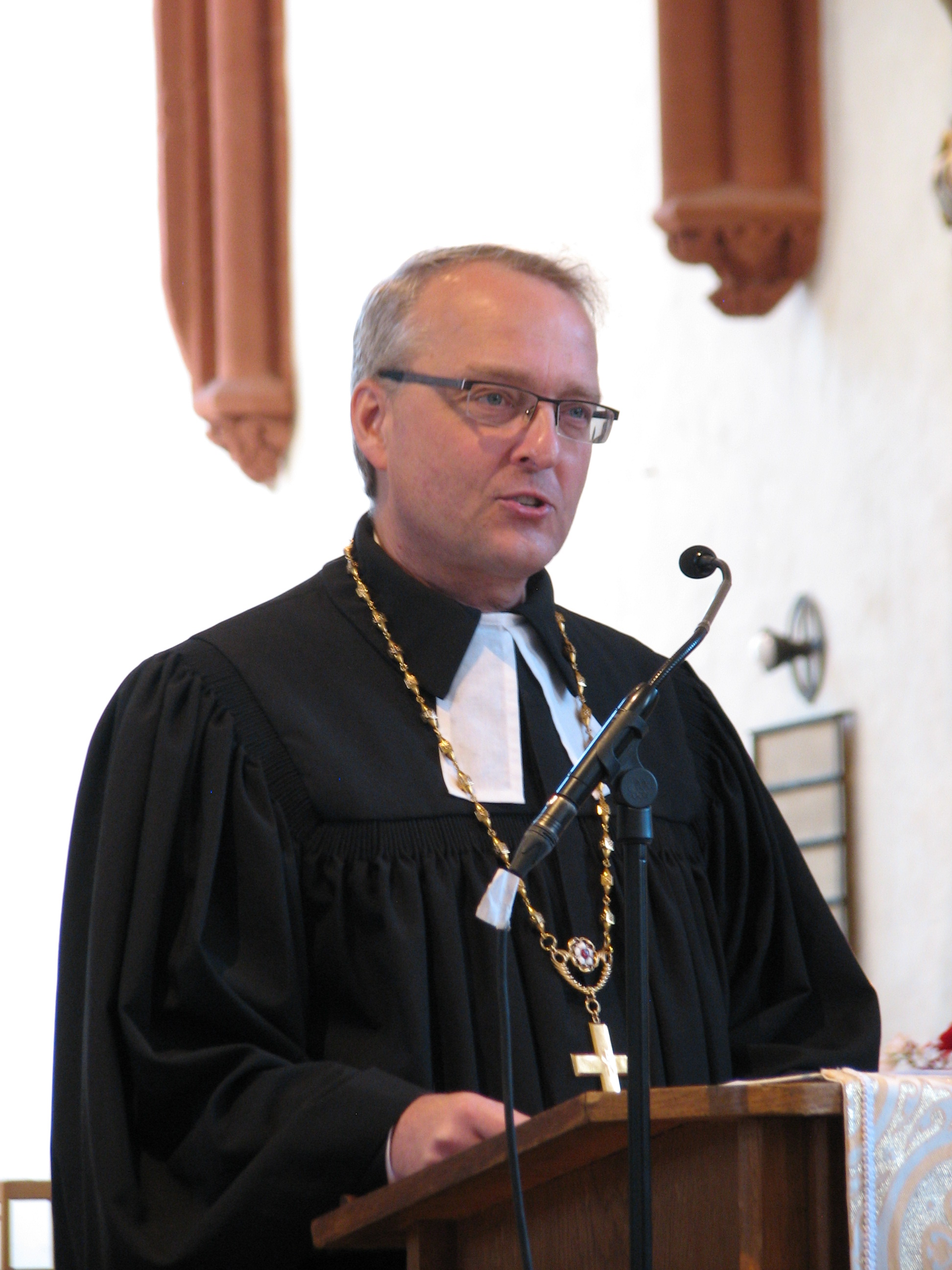
Bischof Carsten Rentzing am 11. Juni 2017 im Dom St. Marien zu Wurzen

Carsten Uwe Rentzing (* 27. September 1967 in Berlin-Spandau) ist ein deutscher evangelisch-lutherischer Theologe. Ab 2015 war er Landesbischof der Evangelisch-Lutherischen Landeskirche Sachsens (EvLKS). Nachdem der Kirchenleitung nationalistische und anti-demokratische Texte aus seiner Studienzeit bekannt geworden waren, bot er am 11. Oktober 2019 seinen Rücktritt an. Dieser erfolgte einvernehmlich am 31. Oktober 2019.
Seit 1. November 2020 ist er Beauftragter der Vereinigten Evangelisch-Lutherischen Kirche Deutschlands (VELKD) zur Stärkung der Kontakte zu den lutherischen Kirchen in Mittel- und Osteuropa.

## Studium

### Berlin (1987 bis 1992)
Rentzing studierte ab 1987 Rechtswissenschaft und Philosophie an der Freien Universität Berlin. Nach eigener Darstellung wusste er bis dahin wenig über das Christentum. Die Biografie des Augustinus von Hippo und eine lutherische Messe hätten ihn begeistert, so dass er einen Einführungskurs für Neues Testament an der (bis 1992 bestehenden) Kirchlichen Hochschule besuchte. Dabei sei ihm klargeworden, dass der christliche Glaube sein Lebensthema sei. „Nach seiner Glaubensentscheidung“ studierte er ab 1989 zusätzlich Evangelische Theologie in Berlin.

### „Fragmente“-Texte (1989–1992)
Wie Medien ab 12. Oktober 2019 berichteten, war Rentzing von 1989 bis 1992 Redakteur und Mitherausgeber der Zeitschrift Fragmente – das konservative Kulturmagazin gewesen. Sie bestand nur in diesen vier Jahren und hatte eine geringe Auflage von etwa 100 Stück pro Ausgabe. Darin veröffentlichte Texte vertraten Geschichtsrevisionismus zum Zweiten Weltkrieg. Annoncen rechtsextremer Gruppen wie der Reichsbürgerbewegung standen neben Annoncen des Coburger Convents. Die Zeitschrift wird dem „politisch-ideologisch rechten Rand zugerechnet“. Ihr Gründer und Schriftleiter war der 1969 geborene Theologiestudent Wolfgang Fenske, ein Mitglied der teils rechtsextremen Partei Die Republikaner und Vertreter der sogenannten Konservativen Revolution. Er wurde später Leiter der Bibliothek des Konservatismus.
Rentzing verfasste historisch-philosophische Aufsätze sowie Kommentare in der Rubrik „Glossar“ für die Zeitschrift. Als Lutheraner kritisierte er darin die Demokratie, den Liberalismus und die neuzeitliche Autonomie des Individuums. Indem dieses sich zur letzten Autorität überhöhe, geschehe die Aufhebung einer göttlichen Ordnung mit verhängnisvollen Folgen. Als historische Ursache dafür beschrieb er in dem Text „Die profane Gesellschaft“ (Fragmente 1/1989) die Französische Revolution von 1789: Sie habe den christlichen Gott durch säkulare Bürgerrechte ersetzt, damit den Staat seines „metaphysischen Fundamentes beraubt und zum utilitaristischen Phänomen degradiert, wie das menschliche Wohlergehen überhaupt nichts höheres mehr neben sich dulden konnte.“ Infolge dieser „Gottvergessenheit“, Säkularisierung und Individualisierung habe man „die ratio zur obersten Richtschnur für eine Deutung der ‚neuen Grundwerte‘“ erhoben. Die mit „Vernunftgründen“ legitimierte Terrorherrschaft der Jakobiner habe dieses vermeintlich objektive Bewertungskriterium „als im höchsten Maße beeinflussbar von den Leidenschaften des Individuums erwiesen“. Die Begriffe Freiheit, Gleichheit, Brüderlichkeit seien „geradezu wahnhaft idealisiert“ worden und hätten ein „ungeheures Diskriminierungspotential entwickelt“: „Aus Toleranz wurde Intoleranz, aus Freiheit aller Freiheit der Gleichgesinnten, aus Brüderlichkeit untereinander Haß gegen alle Andersdenkenden.“ Zwar habe die Aufklärung den Menschen individuelle Menschenrechte geschenkt, doch mit der „Überbewertung der ‚rationalistischen Methode‘“ in den Sozialwissenschaften den „Schlüssel zur Entartung gleich mitgeliefert“.
In dem Text „Liberalismus als Staatsräson“ (Fragmente 3/1989) beschrieb Rentzing „Freiheit, Würde und […] Familie“ als die drei „Grundfesten“ jedes Staates. Diese würden durch „‚aufgeklärte Geister‘ angetastet“ und bis ins liberale Bürgertum hinein „durcheinandergebracht“. „Das ehemals Normale wurde und wird zum Unnormalen gestempelt und umgekehrt.“ Das frühere deutsche „Staatsvolk“ werde in eine multikulturelle Gesellschaft mit ausländischen Mitbürgern, die Staatsgewalt werde durch die Aufnahme von Ausländern in die Exekutive, das umgrenzte Gebiet der Nationalstaaten werde in Vereinigte Staaten von Europa umdefiniert. Der „Dienst an der Familie durch Hausfrauen“ und die Ehe gälten nichts mehr. Die „durch emanzipatorischen Geist lawinenartig gewachsenen Scheidungsraten“ und sinkende Geburtenziffern hätten zerstörerische Folgen für den deutschen Staat. Auch die Diskussion um die multikulturelle Gesellschaft liefere „gesellschaftlichen Sprengstoff“. Die Umdefinierung der drei Grundfesten führe die Bundesrepublik in die „schwerste gesellschaftliche Krise seit ihrer Gründung“. Jedem logisch Denkenden müsse klar sein, dass nicht die „wiedererweckte national-konservative Rechte“, sondern die „progressive Grundwerte uminterpretierende Linke“ die Schuld an dieser Krise trage.
Im Kommentar „Das Zeitalter der Nationalstaaten ist vorbei“ derselben Ausgabe nannte Rentzing die multikulturelle Gesellschaft eine „Utopie aller Demokraten“ und ein „Traumbild eines Staates“: „Alle Menschen werden Brüder. Nichts gilt mehr, die Unterscheidung in Kulturen, Nationen oder gar Völker. Nur das Individuum zählt noch. Sie meinen, dieser Einheitsbrei könnte etwas eintönig werden? Mit dieser Ansicht werden Sie sich den Unmut aller humanistisch denkenden Menschen zuziehen!“
In einem weiteren Text von 1989 beschrieb Rentzing den Gleichheitssatz der repräsentativen Demokratie als Ursache ihres Verfalls: Beim allgemeinen und gleichen Wahlrecht übertrage der Wähler sein Vertrauen bestimmten qualifizierten Personen. Jedoch fehle ihm „jeder Maßstab“, die Sachfragen zu entscheiden, für die die wählbaren Repräsentanten stünden. Darum richte er sein Wahlverhalten „zwangsläufig […] an größeren Meinungsgruppen aus“. Individualität als „innere Abgrenzung von der Mitmenschenmasse“ gefährde somit das Finden demokratischer Mehrheiten: Das „Festhalten an fundamentalen Wahrheiten wird daher sogleich als verbohrt und undemokratisch bezeichnet. Es gilt Mehrheit gleich Wahrheit…“. Daraus folgten die „Verhinderungen von Persönlichkeiten und das Untertauchen in der Masse“. Somit gelte: „Ein Politikverständnis, das Politiker einzig in der Verantwortung vor dem Volk sieht, trägt den Keim des Verderbens in sich.“ Rentzing schloss: „Wer sich der Herstellung einer multikulturellen Gesellschaft verschreibt, macht sich damit der Aufkündigung des Konsens in seinen wesentlichsten Bestandteilen schuldig. Er ist verantwortlich für Polarisierung und wachsenden Dissens im Staat.“
Dem stellte Rentzing in seinem Artikel „Zwischen Dezision und Ideal“ (Fragmente 4/1989) ein an Martin Luther orientiertes autoritäres Staatsbild entgegen. Zwar erlebe der Liberalismus seit dem Untergang des Marxismus-Leninismus nochmals Auftrieb, werde aber wohl mittelfristig ebenfalls untergehen: „Nur über Gehorsam und Wiederinachtsetzung der alten Offenbarungs- und Richterinstanz sieht der Verfasser eine freiheitliche Zukunft Europas gewährleistet.“
Im Aufsatz „Staat und Demokratie – eine unzeitgemäße Betrachtung“ (Fragmente 6/1989) nannte Rentzing es „absurd, der heutigen Gleichsetzung von Demokratie und Freiheit zu folgen und gemeinsam mit der liberalen Staatsdoktrin eine seit Jahrtausenden anhaltenden Diskussion um die besten Staatsform seit 50 Jahren für beendet und gelöst zu erklären.“ Tabus dürfe es dazu nicht geben. Gerade die Demokratie habe kein Recht, „sich als Höhepunkt einer Entwicklung zu begreifen“, weil jede Staatsform historisch bedingt und somit vergänglich sei. Jeder mit dem Anspruch auf „denkerische Leistungsfähigkeit“ müsse das berücksichtigen; „alle anderen mögen auch weiterhin volkspädagogischen Doktrinen folgen.“ „Das einmal erweckte Individuum wird sich nicht wieder in die Unmündigkeit zurückführen lassen, und darauf kann es auch kaum ankommen. Entscheidend bleibt nur, daß der durch die Renaissance und noch viel mehr durch die Aufklärung verstellte Blick für die Unzulänglichkeit und prinzipielle Schwäche des nicht gebundenen Individuums wieder freigelegt wird.“ Eine „Mischverfassung“ sei am besten geeignet, „allen Höhen und Tiefen der menschlichen Natur Rechnung zu tragen“.
In einem mit „Phönix“ betitelten Kommentar (Fragmente 9/1991) bezog sich Rentzing auf Oswald Spenglers Werk Der Untergang des Abendlandes und nannte als Zeichen dieses Untergangs: In Deutschland werde die 15-jährige Militärdiktatur in Chile mit einigen tausend Opfern „menschenverachtend“ genannt und weit mehr verurteilt „als 10000 (!) Abtreibungen pro Woche im eigenen Land; in dem Milliardenbeiträge aus den Kulturetats für die systematische Zerstörung der kulturellen Substanz ausgegeben werden, in dem Bildung zum Massengut verkommen mit Schulabschluß verwechselt wird, in dem der Moloch der Verflachung, des widerwärtigen sich Treibenlassens im Strom des Wohlstandes zum Existenzprinzip geworden ist, in dem Feigheit vor Tapferkeit, Selbstverwirklichung vor Freiheit, Leben vor Ehre gilt“. Er folgerte: „Den Sturz des Phönix zu beschleunigen, ist gewiss nicht unsere Bestimmung, sehr wohl hingegen das Ewig-Tragende, das Zeitlos-Immerwährende durch die Flamme hindurch in die Zeit seines Wiederaufstiegs hinüberzuretten.“ Der zu beobachtende „Verfall“ könne ein „Degenerationsvorgang einer Kultur“ sein, „die ihrer Nährquellen beraubt dem kraftlosen Ende entgegenwankt“. Die Frage sei, ob wir uns dem „zwangsläufigen Schicksal fügen“ müssten oder „Widerstand gegen die Verwurmung des Menschen, des zur Grimasse seiner selbst herabgesunkenen, sich im Staube windenden ehemalig Schaffenden“ sinnvoll und möglich sei.
Demokratische Mehrheitsentscheidungen förderten statt der „Freisetzung großer Persönlichkeiten“ „letztlich die Nivellierung der Geister“. Das demokratische System vermenge „die jeweils klassischen Entartungsformen“. Die „neuzeitliche Frage nach den Menschenrechten“ sei „unprotestantisch“. Kämen Ausländer in die Exekutive, dann stoße dies „auf den Widerstand derjenigen, die an ethnisch und religiös Tradiertem festhalten – allen Anfeindungen und Verleumdungen zum Trotz!“ Rentzing zeigte Sympathie für „Wähler, die den üblichen Polit-Brei satt hatten und sich bei den letzten Wahlen klareren Tönen anschlossen“: Gemeint waren damalige Wahlerfolge der „Republikaner“.
1991 schrieb Rentzing in einer Rezension: Die von der Kirche verkündigte christliche Wahrheit existiere unabhängig von ihr und könne durch sie nur angeeignet, nicht aber bestimmt werden. Feierabendmahle auf evangelischen Kirchentagen seien Zeichen des nahenden Weltuntergangs und Häresie. In einer Glosse zu „Werbung, Sprache, Zeitgeist“ meinte er, der Pluralismus der Gesellschaft sei „durch fehlende bzw. bewußt vernichtete geistig-moralische Autoritäten“ erzeugt worden. „Kulturelle Hegemonie wird nicht über Werbung erzeugt, sie muß sich im Kampf der Geister um die Wahrheit an der Basis einstellen. Diesen Kampf zu führen, verlangt allerdings mehr, als aus dem Wohnzimmer heraus über der Welt zu verzweifeln. Es wird schon eines neuen ‚deus lo volt‘ bedürfen, um den Konservatismus in diesem Lande aus der Nische für exotische Minderheiten wieder herauszuführen.“ Er zitierte damit den Ruf, mit dem eine Zuhörermenge den Aufruf von Papst Urban II. zum Ersten Kreuzzug beantwortete.

### Frankfurt am Main und Oberursel (1992 bis 1997)
Rentzing wechselte 1992 an die Johann Wolfgang Goethe-Universität Frankfurt am Main und studierte anschließend an der Lutherischen Theologischen Hochschule Oberursel der Selbständigen Evangelisch-Lutherischen Kirche. 1997 schloss er sein Studium mit dem Ersten Theologischen Examen ab.
1992 in Frankfurt am Main trat Rentzing der Alten Prager Landsmannschaft Hercynia bei, einer pflichtschlagenden Studentenverbindung des Coburger Convents. Er gehört ihr weiterhin (2019) als Alter Herr an.

## Vikariat und Pfarramt
Nach dem Ersten Theologischen Examen bewarb sich Rentzing um ein Vikariat in der EvLKS. Seine Ehefrau, die spätere Pfarrerin Maria Rentzing, gehörte dieser Landeskirche bereits an. Das Ehepaar hat vier gemeinsame Kinder. Von 1997 bis 1999 absolvierte Carsten Rentzing die Vorbereitungszeit mit Gemeindepraktikum in den Kirchgemeinden Oelsnitz/Vogtl. und Zwota in Sachsen.
1999 legte er das Zweite Theologische Examen in Dresden ab und wurde in Annaberg-Buchholz (Erzgebirge) zum Pfarrer ordiniert. Dort trat er seine erste Pfarrstelle an.
2003 promovierte Rentzing an der Universität Leipzig zum Thema Die Rede vom Bösen bei Karl Barth und Martin Luther – ein systematisch-historischer Vergleich unter besonderer Berücksichtigung von Barths kirchlicher Dogmatik III,3 und Luthers Genesisvorlesung 1535–1545.
In Annaberg-Buchholz blieb Rentzing bis 2010. Im August 2010 zog die Familie in den Musikwinkel im Vogtland. Mit seiner Frau teilte sich Rentzing dort anderthalb Pfarrstellen in Markneukirchen und Landwüst. Als Vorsitzender des Vereins für Gemeindediakonie Markneukirchen war Rentzing ehrenamtlicher Geschäftsführer verschiedener dortiger Einrichtungen.

## Überregionale kirchliche Ämter
Rentzing gehörte der 26. und 27. Landessynode der EvLKS an, vertrat die EvLKS in der 11. und 12. Synode der Evangelischen Kirche in Deutschland und amtierte von 2009 bis 2014 als Vizepräsident der 11. Generalsynode der Vereinigten Evangelisch-Lutherischen Kirche Deutschlands (VELKD).
2004 war Rentzing Mitgründer des Martin-Luther-Bundes in Sachsen. Seit dem 1. Januar 2016 ist er dessen Präsident. Nach Angaben der Deutschen Evangelischen Allianz wurde Rentzing im Dezember 2016 Kuratoriumsmitglied des Evangelisationsvereins ProChrist.
Am 9. November 2018 wurde Rentzing zum Stellvertretenden Leitenden Bischof der VELKD gewählt. Dieses Amt übte er bis zu seinem Rücktritt im Oktober 2019 aus. Seit 1. November 2020 ist er Beauftragter der Kirchenleitung der VELKD für die Stärkung des Kontaktes zu den lutherischen Kirchen in Mittel- und Osteuropa. Als Pfarrer der EvLKS wurde er durch eine Abordnung auf sechs Jahre für den Dienst in der VELKD freigestellt. Am 5. April 2021 wurde Rentzing nach einem plötzlichen Herzstillstand und Wiederbelebung in ein Dresdener Klinikum eingeliefert und ins künstliche Koma versetzt. Im August 2021 war er wieder genesen.

## Landesbischof
Am 31. Mai 2015 wählten 79 Synodale auf einer Sondertagung der 27. Landessynode der EvLKS einen Nachfolger von Landesbischof Jochen Bohl, der Ende August 2015 aus Altersgründen aus seinem Amt ausscheiden sollte. Die Wahl dauerte mit sechs Wahlgängen, davon zwei Stichwahlen, ungewöhnlich lange, da keiner der anfangs vier Kandidaten die notwendige Zwei-Drittel-Mehrheit erreichte und sich einige Wähler in der ersten Stichwahl der Stimme enthielten. Erst im letzten Wahlgang entschieden sich alle Synodalen zwischen den verbliebenen beiden Kandidaten, dem sächsischen Landesjugendpfarrer Tobias Bilz und Rentzing. Dieser gewann die Wahl mit 40 zu 38 Stimmen (eine Stimme war ungültig). Er betonte danach, er sehe sich nicht als Vertreter eines konservativen Teils der Landeskirche, sondern werde für jedes Mitglied offen sein.
Der leitende Bischof der VELKD, Gerhard Ulrich, führte Rentzing am 29. August 2015 in sein Amt ein. Die Amtszeit ist seit 2007 durch eine Änderung des entsprechenden Kirchengesetzes auf zwölf Jahre begrenzt.

## Positionen

### Theologisches Selbstverständnis
Rentzing bezeichnet sich als „konservativer Lutheraner“ und gilt als „scharfer Kritiker des Mehrheitsprotestantismus“. Er kritisiert die Position, „alle Menschen seien okay“ und bedürften nicht der Erlösung durch die Gnade Gottes. Evangelische Theologen, die dies verträten, würden „Jesus Christus als Bringer des Heils verdunkel[n]“ und ein Herzstück des Glaubens aufgeben.

### Vortrag in der Bibliothek des Konservatismus
Am 11. Dezember 2013 hielt Rentzing als Vizepräsident der VELKD-Generalsynode in der „Bibliothek des Konservatismus“ einen Vortrag zum Thema „Kirche in der Krise – Wohin treibt die EKD?“ Caspar von Schrenck-Notzing und Dieter Stein hatten die Bibliothek gegründet, Träger ist die Förderstiftung Konservative Bildung und Forschung. Beide Einrichtungen gehören zum Netzwerk der Neuen Rechten. Die Evangelische Nachrichtenagentur idea berichtete, Rentzing habe in dem Vortrag erhebliche theologische Mängel der EKD-Orientierungshilfe „Zwischen Autonomie und Angewiesenheit“ festgestellt. Die EKD habe den theologischen Konsens mit dem Katholizismus und der Orthodoxie verlassen. Tiefe Meinungsverschiedenheiten in der EKD stellten ihren Zusammenhalt in Frage. Nach Rentzings Eigenaussage 2019 sollte er als „konservativer Theologe“ „über die vermeintliche Linkslastigkeit der EKD sprechen“, habe dieses einseitige EKD-Bild jedoch nie geteilt und dies dort auch vorgetragen. Über den Veranstalter habe er sich nicht vorher informiert. Er würde dort als Bischof nicht wieder auftreten. Seine angebliche Unkenntnis des Veranstalters wurde fraglich, weil sein früherer Mitredakteur Wolfgang Fenske ihn zu dem Vortrag eingeladen hatte.

### Gegen Gleichstellung Homosexueller in der Kirche
Rentzing lehnt die gleichgeschlechtliche Ehe und das Zusammenleben homosexueller Pfarrer mit ihren Partnern nach dem Lebenspartnerschaftsgesetz im Pfarrhaus ab. Damit wurde er zum Wortführer der Sächsischen Bekenntnis-Initiative, die ab 2011 gegen das Zusammenleben Homosexueller im Pfarrhaus in Sachsen auftrat. Die Gruppe widersprach einem Beschluss der EKD-Synode von 2010, der dieses Zusammenleben erlaubt hatte, und einem Kompromiss der sächsischen Landessynode von 2012, einzelnen homosexuellen Paaren das Zusammenleben im Pfarrhaus zu erlauben. Mit diesem Beschluss hielt die sächsische Landeskirche einen EKD-Beschluss von 2001 aufrecht, nach dem „eine homosexuelle Beziehung nicht im Pfarrhaus gelebt und nicht zum Inhalt der Verkündigung gemacht werden darf“. Eine Öffnung der Pfarrhäuser für homosexuelle Partnerschaften sei nur in Ausnahmefällen und nach ausdrücklichem Gemeindebeschluss möglich. Rentzing kündigte an, diesen Beschluss mitzutragen. Auch eine kirchliche Trauung homosexueller Paare, die in einigen evangelischen Landeskirchen möglich ist, lehnte er ab. Eine Segnung solcher Paare hielt er aber für diskutabel.
2014 gehörte Rentzing zu den Initiatoren des Aufrufs der DEA „Zeit zum Aufstehen“. Mit dem Anspruch, die EKD zu erneuern, forderte der Aufruf eine „Stärkung der Ehe und gegen ihre Entwertung“: Der Mensch sei als Mann und Frau geschaffen, und dieses Gegenüber sei Gottes gute Schöpfungsgabe. Diese biblisch-konservativ begründete Ablehnung einer Gleichstellung der homosexuellen Partnerschaft in der Kirche widersprach dem Konsens der übrigen Landeskirchen und der EKD-Orientierungshilfe „Zwischen Autonomie und Angewiesenheit“ von 2013. In Sachsen profilierte sich Rentzing damit als „bibelfester Kämpfer wider den Zeitgeist“ und zugleich als Brückenbauer, der kirchliche Liberale und Konservative im Konflikt um homosexuelle Partnerschaften zusammenführen wollte. Dies hatte zu seiner knappen Wahl zum Landesbischof beigetragen. Kurz danach erklärte Rentzing, das Thema Sexualethik sei nachrangig, und lobte den von der Bekenntnisinitiative abgelehnten Kompromiss der Landessynode als diplomatische Lösung.
Kurz nach seiner Bischofswahl betonte Rentzing erneut: „Die Bibel sagt, dass die homosexuelle Lebensweise nicht dem Willen Gottes entspricht. Diese Aussagen der Bibel machen es mir persönlich schwer, jemandem zu raten, dass er seine Homosexualität leben solle. Dies anzusprechen, müssen wir Christen uns vorbehalten.“ Gleichwohl wolle er „niemanden ausgrenzen. Niemanden.“ Ein von ihm 2012 initiierter Gesprächsprozess führte zu keiner Annäherung der verfeindeten Gruppen. Die Sächsische Bekenntnis-Initiative lehnte den Kompromissbeschluss weiterhin ab und verstärkte ihren Widerstand dagegen. Homosexuelle Pfarrer, deren Gemeinden ihre Partnerschaften akzeptiert hatten, sahen sich starken Angriffen kirchlicher Gegner ausgesetzt und vermissten Rückendeckung durch die Kirchenleitung. Deshalb verließen in den Folgejahren mehrere Pfarrer die sächsische Landeskirche; einige homosexuelle Mitarbeiter wurden entlassen. 2016 legalisierte Rentzing Segnungen gesetzlich verheirateter homosexueller Paare im Gottesdienst und zog damit heftige Kritik der sächsischen Bekenntnis-Initiative auf sich.
Gegenüber der Landessynode warb Rentzing im November 2015 für den Beschluss, einander „Schutz und Raum“ in der Kirche zu geben: einerseits für den, „der in seiner Verkündigung kein ‚Ja‘ zu einer homosexuellen Lebensweise sprechen kann“, andererseits für „die homosexuellen Geschwister“.

### Gegen Schwangerschaftsabbruch
Rentzing kritisierte 2018 Erleichterungen des Schwangerschaftsabbruchs, der Sterbehilfe und von deutschen Waffenexporten als Ausdruck einer zunehmenden Kälte der Gesellschaft. Er unterstützte den jährlichen Berliner Marsch für das Leben 2018 mit einem Grußwort.

### Umgang mit Flüchtlingen und Migranten
2015 sagte Rentzing in einem Interview: „Ausländerfeindlichkeit, Menschenverachtung, die Entwürdigung von Menschen, Hass und Ablehnung anderen gegenüber, gerade solchen Menschen gegenüber, die Hilfe und Schutz suchen, sind Dinge, die mit unserem christlichen Glauben nicht zu vereinbaren sind.“ Auf der Landessynode im November 2015 erklärte Rentzing: „Das christliche Ethos gebietet es, Flüchtlinge nicht als Problem, sondern als Menschen, als geliebte Geschöpfe Gottes, zu sehen und zu behandeln.“ Die Kirche könne der Politik nicht die Entscheidung abnehmen, wie die durch Migration entstandenen Probleme zu lösen seien, wohl aber dazu beitragen, dass bei der Diskussion dieser Fragen die Menschenwürde gewahrt werde. Er sprach sich dafür aus, christliche Migranten in die Gemeinden einzuladen; Berichte machten ihn besorgt, dass diese Christen in den Aufnahmeeinrichtungen unter Druck gesetzt würden.

### Verhältnis zu Neonazis, Pegida und AfD
Im Januar 2016 wollte Rentzing in Leipzig an einer „Lichterkette für Menschlichkeit“ gegen das rassistische Bündnis Pegida und dessen Ableger „Legida“ teilnehmen. Er war zwar krankheitsbedingt verhindert, verurteilte aber Legida und Pegida danach in einem Interview. Im November 2018 hielt er bei einem Friedensfest gegen ein paralleles Neonazi-Treffen in Ostritz ein Abendgebet.
In einem Interview im Dezember 2018 lehnte Rentzing eine Wahlempfehlung bei der bevorstehenden Landtagswahl in Sachsen 2019 ab. Wie an alle Parteien habe man an die Alternative für Deutschland (AfD) „die eine oder andere Nachfrage“. Es sei abzuwarten, wer die AfD vertrete, was sie fordere und wie sie das tue. Bei den Ausschreitungen in Chemnitz 2018 sei die Stadt großenteils durch auswärtige Gruppen „zum Austragungsort für schlimme Bilder“ geworden. Der Leipziger Pfarrer Christian Wolff kritisierte: Rentzing vermeide jede inhaltliche Aussage und verharmlose die AfD, als habe er ihren Schulterschluss mit Pegida und Neonazis nicht bemerkt. Er habe Pfarrern, die dem „offenen Rassismus“ im Namen des Evangeliums täglich widerstünden, nie den Rücken gestärkt. Diese Haltung sei „abwegig und gefährlich“. Nötig sei eine „klare Trennlinie“ zu Pegida und AfD.

### Für Religionsfreiheit
In seinem Bericht an die Landessynode im November 2015 stellte Bischof Rentzing klar, dass die Kirche für Religionsfreiheit eintrete. Das bedeute auch, sich „schützend und helfend vor die zu stellen, die der Praxis ihrer Religion nachkommen wollen.“ Nicht die gelebte Religion von Muslimen, sondern die Lauheit vieler Christen bereite ihm Sorge. Zur Klarheit des Glaubens gehöre auch, dass interreligiöse Gebete und Gottesdienste nicht möglich seien, weil sie die Grenzen zwischen Religionen verwischten.

### Für Klimaschutz
Im März 2019 begrüßte Rentzing die Proteste der Fridays for Future zum Klimaschutz. Im Mai 2019 traf er sich mit Dresdner Schülern der Bewegung zu einem Gespräch über ihre Ziele.

## Rücktritt
Nach der Landtagswahl in Sachsen 2019, bei der die rechtspopulistische AfD 27,5 Prozent der Wählerstimmen erhalten hatte, forderten viele Christen der EvLKS eine klare Abgrenzung des Bischofs von der AfD. Am 14. September 2019 machte die Sächsische Zeitung seine Mitgliedschaft in der schlagenden Studentenverbindung Alte Prager Landsmannschaft Hercynia bekannt. Auf Nachfragen, warum er diese Mitgliedschaft bei seiner Bischofswahl nicht erwähnt hatte, erklärte Rentzing: Er sei seit langem nicht mehr in der Verbindung aktiv und „trage diesen Teil meiner Biografie ganz bewusst nicht offen vor mir her“, sei aber formal zahlendes Mitglied geblieben. Für ihn sei das Fechten mit scharfen Waffen als junger Student ein sportliches Abenteuer gewesen. Einen Austritt lehnte er ab, weil er Freundschaften zu anderen Verbindungsmitgliedern wahren wolle; dies sei seine persönliche Angelegenheit. Auf Kritik an seinem Vortrag von 2013 in der Bibliothek des Konservatismus antwortete er, er sei einer Einladung deren Leiters gefolgt, den er aus dem Studium gekannt habe. Von Verbindungen zur Neuen Rechten wisse er nichts.
Am 27. September 2019 initiierten ein Kirchvorsteher und drei Pfarrer der Landeskirche die Petition „Nächstenliebe verlangt Klarheit“. Diese forderte den Bischof auf, seine Mitgliedschaft in der schlagenden Verbindung zu beenden, seinen Auftritt in der „Bibliothek des Konservativismus“ zu erklären und sich öffentlich und deutlich „von allen nationalen, antidemokratischen und menschenfeindlichen Ideologien“ zu distanzieren. Dass er stattdessen bisher „auf Gespräch, Verständnis und gemeinsame Zukunftsgestaltung“ mit der AfD gesetzt habe, lasse eine inhaltliche Nähe vermuten: „Das Amt der Einheit entbindet Sie nicht vom Wort der Klarheit“. Sorge bereite, dass die Landeskirche durch die unklare Positionierung des Bischofs in Sachsen und in der EKD „zunehmend an den Rand gerät“. Die Mitgliedschaft in einer schlagenden Verbindung sei unvereinbar mit dem Bischofsamt, unter anderem, weil sich die Verbindung nicht von den Verbrechen der Wehrmacht abgrenze und der christliche Glaube dem dort gepflegten Nationalismus widerspreche.
In einem Interview am 6. Oktober 2019 wollte sich Rentzing nicht zur Petition äußern; er habe die Erstunterzeichner zu einem Gespräch eingeladen. Der Bibliotheksgründer Caspar von Schrenck-Notzing und dessen Veröffentlichungen, etwa für die Junge Freiheit und die Nationalzeitung, seien ihm nicht bekannt gewesen. Nationalistisches, antidemokratisches und extremistisches Denken sei ihm immer fremd geblieben. Er verorte sich in keinem politischen Lager, habe aber immer wieder erklärt, dass die Kirche an der Seite der Schwachen und Schutzbedürftigen stehen müsse.
Am 8. Oktober 2019 erhielt der Leipziger Pfarrer Frank Martin, ein Initiator der Petition, aus unbekannter Quelle umfangreiches Material zu Rentzings früheren Texten. Martin sandte Rentzing dieses am 10. Oktober zu, damit er als Erster darauf reagieren konnte. Im Landeskirchenamt Sachsens kannten einige die Texte bereits. Am 11. Oktober 2019 befragte die Kirchenleitung Rentzing zu jenen Texten. Kurz darauf kündigte er an, er werde zum nächstmöglichen Zeitpunkt zurücktreten, um Schaden von der sächsischen Landeskirche abzuwenden. Die Diskussion um seine Person schade deren Einheit. Inhaltliche Gründe gab er nicht an und erwähnte seine Mitgliedschaft in der Studentenverbindung nicht, sondern erklärte nur allgemein, er vertrete Positionen von vor 30 Jahren heute nicht mehr. Er stehe für „konservative Positionen und Werte“, die er für sich als richtig erkannt habe. Auch die für „Fragmente“ verfassten Texte erwähnte er nicht. Am 12. Oktober machten Medien diese Texte erstmals bekannt. Sie zeigen laut Arnd Henze (ARD) eine durchgehende Verachtung der liberalen Demokratie, ein autoritär-elitäres und völkisches Staatsverständnis.
Am 20. Oktober erklärte Rentzing öffentlich: Er habe sein Amt aus eigener Entscheidung zur Verfügung gestellt. Die Kirchenleitung suche die Einheit der Landeskirche wieder herzustellen; er selbst wolle sich nach deren Vorgaben in diesen Prozess einbringen. Er habe sich schon vor über 25 Jahren gegenüber seinem Beichtvater von allem distanziert, was „dem Geist des Evangeliums vom Frieden, der Versöhnung und der Liebe Gottes zu allen Menschen widersprach“. Versuche „von links und vor allem rechts“, seine Personalie politisch zu benutzen, wies er zurück, da sie dem Evangelium schadeten.
Nach seiner Entpflichtung vom Bischofsamt am 15. November 2019 erklärte Rentzing vor der EvLKS-Synode: „Jeder nationale Geist, der sich selbst überhebt und andere Menschen, andere Nationen, andere Völker und Kulturen verachtet und ablehnt, widerspricht dem Geiste meines Herrn Jesus Christus.“ Weil er das Alte als vergangen angesehen habe, habe er seine früheren antidemokratischen Texte nie erwähnt, sie aber nicht verschweigen und damit nicht zerstören, sondern verbessern wollen. Man habe schon lange einen „Angelhaken“ in seinem Leben gesucht und ihn schließlich gefunden. Seine Tochter habe dies „Rufmord und Verleumdung“ genannt; er nenne es respektlos. Er betonte erneut, er habe sich allein und zwanglos zum Rücktritt entschieden, um seiner Kirche weitere Diskussionen um seine Person zu ersparen.

## Reaktionen und Folgen

### Kirchliche Gremien
Am 13. Oktober 2019 erklärte der Präsident des Landeskirchenamts Hans-Peter Vollbach: Es treffe zu, dass Rentzing als Student die Zeitschrift „Fragmente“ mit herausgegeben habe. Die gesamte Kirchenleitung habe am 11. Oktober 2019 erstmals von Rentzings damaligen Texten Kenntnis erhalten. Diese seien „elitär, in Teilen nationalistisch und demokratiefeindlich“ und „aus damaliger und aus heutiger Sicht unvertretbar“. Rentzing sei damals „auf der Suche“ gewesen und habe den Beruf des Pfarrers erst Jahre danach angestrebt. Aus seiner Zeit als Pfarrer und Bischof seien keine derartigen Äußerungen von ihm bekannt. Rentzing habe gegenüber der Kirchenleitung erklärt, er habe die früheren Texte verdrängt, und „großes Unverständnis und Scham“ darüber geäußert. Seine Distanzierung halte man für glaubwürdig. Gleichwohl beeinträchtige die nun öffentlich gewordene Vergangenheit sein Handeln als Landesbischof. Die Loyalität zu ihm sei für die Kirchenleitung wegen der Faktenlage und Rentzings persönlichem Umgang mit seiner Biografie erschwert. Daher respektiere man seinen Rücktritt. Formal bleibe er bis zur Entscheidung der Kirchenleitung über Datum und Bedingungen seines Ausscheidens im Amt. Die in der Petition ausgedrückte Sorge, dass sich „die Kirche nicht genug von rechtsextremen, menschen- und demokratiefeindlichen Tendenzen abgrenzt“, müsse gehört werden. Ein Landeskirchensprecher ergänzte am 14. Oktober, bei der Bischofswahl 2015 sei Rentzings Vergangenheit ebenso wenig wie die seiner Mitbewerber überprüft worden, weil sein Theologiestudium und langjährige Tätigkeit als Pfarrer dazu keinen Anlass gegeben hätten.
Vollbach betonte am 16. Oktober, die aktuelle Problemlage sei auf Rentzings zögerlichen Umgang mit den Vorwürfen und sein Offenlassen von Fragen zurückzuführen. Er habe nach Kenntnis der Kirchenleitung bis heute Kontakt zu Wolfgang Fenske, dem Leiter der neurechten „Bibliothek des Konservatismus“; bei Rentzings Amtseinführung als Bischof (2015) habe Fenske als persönlicher Gast teilgenommen. Künftig werde die Vergangenheit von Bischofskandidaten in Sachsen, etwa Mitgliedschaften in Vereinen, Parteien, Burschenschaften oder anderen Organisationen, genauer geprüft werden.
Der EKD-Ratsvorsitzende Heinrich Bedford-Strohm hatte zunächst „großes Bedauern“ über Rentzings Rücktrittsentscheidung geäußert. Nach Bekanntwerden von dessen früheren Texten forderte er rasche Aufklärung in der EvLKS und legte Rentzing nahe, dazu beizutragen: „Als evangelische Kirche müssen wir uns eindeutig und laut vernehmbar gegen rechtsextremistische Einstellungen positionieren.“ Konservative hätten in der Kirche Platz, aber gegen Antisemitismus, Rassismus, völkisches Denken und Ausländerfeindlichkeit streite die EKD gemeinsam.
Am 21. Oktober bekräftigte Rentzing gegenüber der Leitung der EvLKS sein Rücktrittsangebot. Diese nahm es nach eingehender Beratung an und dankte ihm für seine Verdienste um die Einheit der Landeskirche. Alle Mitglieder sollten an dieser Einheit festhalten, „ohne den nötigen inhaltlichen Auseinandersetzungen auszuweichen“. Rentzings Dienst als Landesbischof endete am 31. Oktober 2019.
Rentzings Fall verstärkte die Debatte in der EKD um die Abgrenzung vom Rechtsextremismus. Eine Sondersynode der EvLKS am 2. November 2019 wollte klären, was schon rechtsextrem und was noch „ein wertkonservativer Christ“ sei. Anders als andere Landeskirchen hat die EvLKS eine Mitgliedschaft sächsischer Christen in rechtsextremen Gruppen nicht allgemein ausgeschlossen. Ob AfD-Mitglieder Kirchenämter erhalten dürfen, soll am konkreten Einzelverhalten geprüft werden. Der Antisemitismus-Beauftragte der EKD Christian Staffa plädierte für eine gründlichere theologische Auseinandersetzung mit den Thesen der rechten Szene.
Bei Rentzings Entpflichtung am 15. November 2019 forderte der die VELKD leitende Bischof Ralf Meister Versöhnung als geduldigen Aufbau von etwas Neuem. Petitionen zu Personen seien „gnadenloses Gift“. Synodalpräsident Otto Guse appellierte, Rentzings Dienst zu achten und für ihn zu beten.

### Rücktrittsgegner
Die AfD-Landtagsabgeordneten Roland Ulbrich, ein Vertreter des rechtsradikalen „Flügels“, und Jörg Kühne waren der Petition „Nächstenliebe verlangt Klarheit“ am 2. Oktober 2019 mit einer Erklärung entgegengetreten. Sie verteidigten die studentische Mensur als „hervorragendes Erziehungsmittel“ und als „Mut“, um sich „in der Zivilgesellschaft gegen eine überbordende ‚political correctness‘ zu wehren.“ Sie fördere die Bereitschaft von Akademikern und Christen zur Selbstverteidigung gegen „totalitäre Tendenzen“. Die AfD feierte Rentzing am 14. Oktober als normalen Konservativen und Helden in einem „vergifteten Klima“. Die EvLKS habe sich „zum Erfüllungsgehilfen linker und linksextremistischer Meinungsvorgaben gemacht“.
Helmut Matthies (Idea e. V.) beurteilte Rentzings frühere Texte als Jugendsünden und sah seinen Rücktritt als Folge eines linksgerichteten Mobbings in der EKD und Teilen der EvLKS. Der konservative evangelische Arbeitskreis Bekennender Christen in Bayern (ABC) bedauerte Rentzings Rücktritt. Seine Gegner hätten alles versucht, ihn „mürbe“ zu machen.
Ab 16. Oktober forderte eine anonym verfasste Petition auf der Plattform CitizenGo Rentzings Verbleib im Amt, behauptete eine „Schmutzkampagne“ gegen ihn und nannte die Vorwürfe haltlos. Die Plattform wurde von Evangelikalen mit dem erklärten Ziel gegründet, gegen Homosexuelle, gleichgeschlechtliche Ehen, Abtreibungen und Sexualaufklärung zu agitieren. Sie erlaubt das unbegrenzte anonyme Unterzeichnen der Petition mit erfundenen Mailadressen, so dass die Menge der tatsächlichen Signatoren nicht nachprüfbar ist. Ihre Zahlenangaben sollten die Petition der Rentzingkritiker entwerten, deren Autoren und Signatoren nachprüfbar sind.
Die „Arbeitsgemeinschaft Weltanschauungsfragen e. V.“ in Nordrhein-Westfalen, die gegen Flüchtlinge, Muslime, Moscheenbau agitiert und den menschlichen Anteil am Klimawandel leugnet, veröffentlichte einen offenen Brief: Darin vermisste ein Christ aus dem Erzgebirge Unterstützung Rentzings und kündigte an, er werde aus der Kirche austreten, um mit anderen Christen fortan in Hausgemeinden „Jesus Christus alle Ehre zu geben“ und dem „unfehlbaren Wort Gottes in der Heiligen Schrift“ zu folgen. Dies wird als Zeichen der Polarisierung in der EvLKS gewertet.
Die „Christen in der AfD“ solidarisierten sich mit Rentzing. Viele sächsische Kirchgemeinden, besonders im Erzgebirge und im Vogtland, legten Unterschriftslisten für ihn aus. Gemeindemitglieder von Rentzings früherer Pfarrstelle Markneukirchen baten die EvLKS-Synode mit einem offenen Brief, ihm ihr Vertrauen auszusprechen, und sprachen von einer Rufmord-Kampagne. Die Sächsische Bekenntnis-Initiative und Christoph von Mohl (Christen in der AfD) riefen zu einer Mahnwache vor dem Landeskirchenamt auf. Dabei demonstrierten am 21. Oktober 2019 rund 150 Personen für Rentzings Verbleib im Amt.

### Kritiker
Die Initiatoren der Petition „Nächstenliebe verlangt Klarheit“ wiesen zurück, dass Rentzings Rücktritt durch die Petition veranlasst worden sei. Deren Unterstützer Christian Wolff nannte Rentzings Schritt überfällig: Er sei in seiner rechten Vergangenheit gefangen geblieben und habe die sächsische Landeskirche in eine Vertrauenskrise gesteuert, statt sie zusammenzuführen. Frank Martin wies Vergleiche Rentzings mit Paulus von Tarsus zurück, da dieser Apostel sich anders als Rentzing von seiner Vergangenheit gelöst habe. Martin forderte eine intensive Aufarbeitung und deutlichere Positionierung der EvLKS im Blick auf „die rechtsnationalen Tendenzen im sächsischen Landtag“.
Der Theologe Rochus Leonhardt sah bei Rentzings Kritikern keine Nächstenliebe, sondern sie folgten einer „denunziatorischen Leitkultur, in der sich kleingeistige Blockwartmentalität als vom Glauben getragene demokratische Gesinnung ausgibt“.
Der Kirchenjournalist Philipp Greifenstein kritisierte, der Vergleich mit Blockwarten („Nazikeule“) könne eine sinnvolle Diskussion über die Petition der Kritiker nur beenden. Dabei gerate aus dem Blick, dass Rentzing nicht wegen der Petition zurückgetreten sei, sondern weil seine früheren Texte bekannt wurden. Er habe diese Vergangenheit wochenlang verschleiert, verkürzt und verschwiegen, wohl auch intern und öffentlich dazu gelogen und Mitarbeitern der Kirchenleitung nichts über Nachfragen von Journalisten mitgeteilt. Es gehe also im Kern um „Aufrichtigkeit und die Verletzungen, die entstehen, wenn es an ihr mangelt“. Evangelikale Kulturkämpfer wie Helmut Matthies und Ulrich Parzany sowie AfD- und CDU-Politiker, die sich nicht für die EvLKS interessierten, wähnten Rentzing als Opfer der „political correctness“ und schürten Entrüstung. Konservativen Christen in Sachsen entgleite mit ihm eine „Symbolfigur für den Kampf gegen die Segnung gleichgeschlechtlicher Partnerschaften im Besonderen und ‚den Zeitgeist‘ im Allgemeinen“. Die These, Rentzing sei ein heimlicher AfD-Anhänger, den ein anonymer Informant enttarnt habe, sei amüsant, weil rechte Christen im ganzen deutschsprachigen Raum öffentlich agierten und die EKD ihre Medien teils gefördert habe. Darum sei der künftige Umgang mit den „Ideologen am rechten Rand der eigenen Organisationen“ in der EKD zu klären. Rentzings Fall sei Anlass, „die lange beschwiegenen Kontinuitäten aufzuarbeiten“, auch mit Hilfe der Theologie.
Reinhard Mawick (Zeitzeichen) kritisierte Rentzings Erklärung vom 15. November 2019: Entgegen seinem Anspruch, Schuld nicht zuerst bei anderen zu suchen, habe er sich zum „Opfer lang geplanter Machenschaften“ stilisiert. Fehler habe er nur zu seiner Kommunikation, nicht zu Inhalten seiner Texte eingeräumt. Diese habe er stattdessen ausführlich als bloße Demokratiekritik angesichts einer fehlenden deutschen Einheit erklärt, auf die Lektüre von Alexis de Tocqueville und Edmund Burke zurückgeführt und mit Anspielungen auf die Vergangenheit von Winfried Kretschmann und Joschka Fischer relativiert. Er bestreite noch heute, dass er vor 30 Jahren die Demokratie habe zerstören wollen. Er grenze sich von jedem „nationalen Geist“ ab, behaupte aber zugleich, dass er dies seit 25 Jahren tue und somit seine früheren Texte nicht bereuen müsse. Sein Wunsch, diese historisch-kritisch zu behandeln, sei zweifelhaft, da er dies für Bibeltexte zur Homosexualität eher abgelehnt habe. Rentzing habe verfälscht, dass der Tagesschaubericht vom 12. Oktober 2019 seine Texte, nicht seine Person „rechtsextrem“ nannte. Er schicke seine eigenen Kinder in dieser Sache vor. Wenigstens habe er die Freiwilligkeit seines Rücktritts betont und damit „mancher Legendenbildung“ den Boden entzogen.

### Medien
Mehrere Medienkommentare kritisierten, dass Rentzing seine frühere Tätigkeit weder vor noch nach seiner Wahl zum Bischof bekanntgegeben hatte. Darum passe der Vergleich mit dem Apostel Paulus nicht. Matthias Dobrinski betonte: Christen, besonders Kirchenvertreter, müssten mit Fehltritten offen umgehen. Gerade die EvLKS brauche einen Bischof, der sich mit rechten Denkweisen auseinandersetzen und christlichen Konservatismus davon abgrenzen könne. Dafür habe Rentzing nun keine Glaubwürdigkeit mehr. Die EKD werde die Auseinandersetzung mit Rechtspopulisten in den eigenen Reihen verschärfen und klare Grenzen ziehen müssen: „Die Abwertung des Menschen wegen seiner Herkunft, Hautfarbe, Geschlecht oder sexueller Orientierung widerspricht der Botschaft Jesu.“
Philipp Greifenstein betonte: Rentzing habe sich schon in seinen fragmente-Texten als Christ in einem neurechten Sinn verstanden. Er lasse offen, wann er sich vom neurechten Denken gelöst habe und wie er zu damaligen Akteuren wie Wolfgang Fenske heute stehe. Dies verhindere eine echte Aufarbeitung und gefährde die von ihm selbst betonte Kircheneinheit. Neurechte Christen nutzten sein Schweigen aus, „um ihn als Märtyrergestalt für ihre Agenda einzuspannen“ und so die Kirchenspaltung voranzutreiben.
Laut Greifenstein stehen die Fragmente-Texte „in erstaunlicher Kontinuität zu den Positionen, die er auch als Bischof vertreten hat“. Er habe schon 1990 wie später im Streit um homosexuelle Paare im Pfarrhaus mit einer ewigen Wahrheit der Kirche argumentiert, die nicht vom „Generalkonsens der Gemeinde“ abhänge. Auch die Berufung auf dramatisch überhöhte Abtreibungszahlen habe er beibehalten. Wie die Neue Rechte um Götz Kubitschek und das Institut für Staatspolitik in Schnellroda, die schon früh „Massenimmigration“ und „Pluralismus“ als Gefahren beschworen, habe er Denker der „Konservativen Revolution“ gelobt. Dabei sei er aber davon ausgegangen, dass das demokratische System erst zusammenbrechen müsse, bevor ein „konservativer“ Neubeginn denkbar sei. An diesem „Kreuzzug“ der Neuen Rechten habe er sich damals aktiv beteiligt. 2015 habe er sich von dieser Demokratieverachtung und der damit verbundenen Ausländerfeindlichkeit öffentlich distanziert. Doch seine Behauptung, sein ganzes Leben lang sei ihm „nationalistisches, antidemokratisches und extremistisches Denken immer fremd geblieben“, bleibe erklärungsbedürftig.
Markus Springer (Sonntagsblatt) zufolge war für Rentzings Rückzug entscheidend, dass er auch später in rechten Netzwerken unterwegs war. Wer in der EKD eine Zukunft haben wolle, dürfe eigene Vergangenheit nicht verschweigen.
Laut Evelyn Finger und Wolfgang Thielmann (Die Zeit) floh Rentzing aus dem Bischofsamt und blieb unerreichbar, als er sich den Vorwürfen hätte stellen müssen. Das habe Ungewissheit über seine Haltung zu Menschenfeindlichkeit verstärkt, nachdem er schon wegen mangelnder Abgrenzung zur AfD in der Kritik stand. Die meisten Kirchenvertreter schätzten ihn nicht als heimlichen AfD-Anhänger, sondern als schwache Führungsfigur ein. Er habe die AfD-Wähler aus dem ostsächsischen Bible Belt nicht als Rechtsradikale brandmarken können, sich aber wiederholt gegen Hass auf Flüchtlinge ausgesprochen. Zugleich habe er auf Dialog mit AfD-Anhängern beharrt, aber dabei nicht deutlich genug gemacht, welche Teile der AfD rechtsextrem seien und nicht eingemeindet werden dürften. Er habe Konflikte und „ein bekenntnishaftes Nein“ gegen AfD-Anhänger gescheut, aber auch den Dialog mit seinen Gegnern gesucht. Obwohl er die Segnung homosexueller Paare ablehnte, habe er den Kompromissbeschluss der EvLKS von 2012 mitgetragen und mit homosexuellen Pfarrern geredet. Er sei letztlich an der Polarisierung in seiner Landeskirche und in Sachsen gescheitert.